# Aceria saxifragae
Aceria saxifragae är en spindeldjursart som först beskrevs av Emil Rostrup 1900.  Aceria saxifragae ingår i släktet Aceria, och familjen Eriophyidae. Arten är reproducerande i Sverige.